# 骷髅

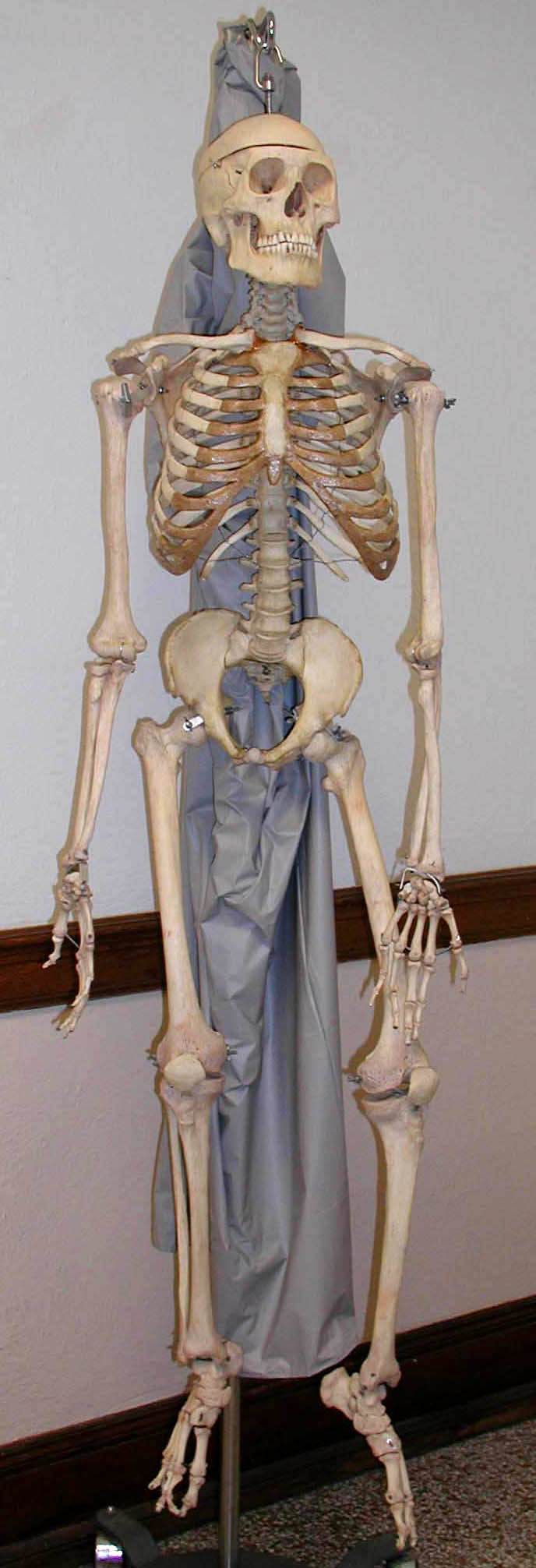
教學用的真人骷髏

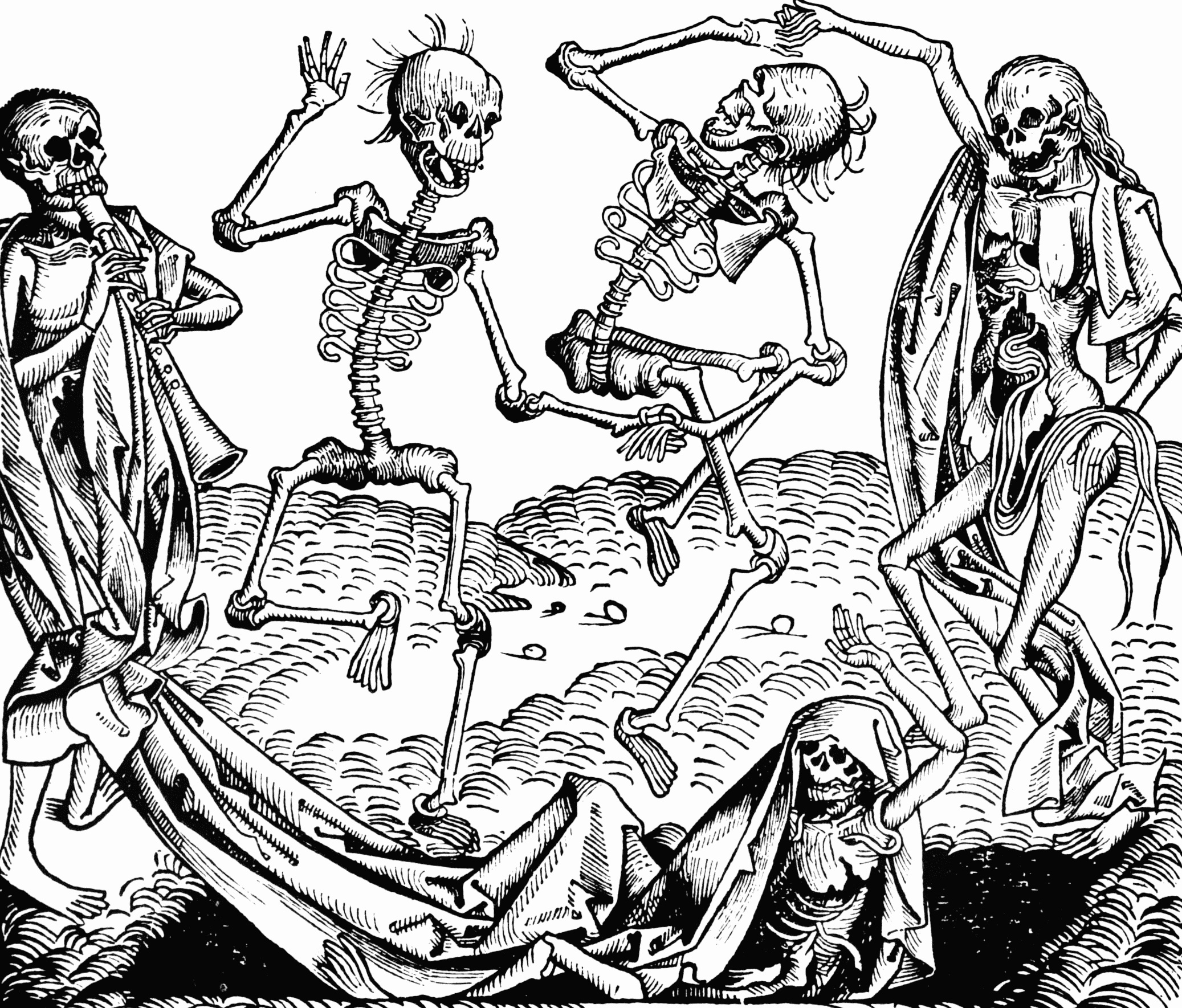
黑死病时期所绘骷髅死亡之舞

骷髏或者髑髏、骸骨（英語：skeleton），是指没有毛发和皮肉的死人骨骼，历史上骷髅是死的象征，常被借指鬼或死神。
传说里骷髅也是种会走动的骸骨不死生物，起源不详，不过希腊神话里播下龙牙的故事里曾出场过。以及中世纪也有骑骷髅马的骷髅骑士出现。

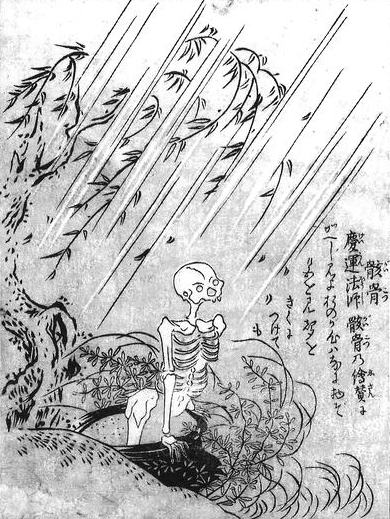
鳥山石燕『今昔画图续百鬼』的「骸骨」妖怪

骷髅也用来形容瘦成皮包骨的人。

## 作為符號

### 德國
骷髅在德國是很古老的符號，最早出現在普鲁士腓特烈大帝的禁軍騎兵。在1808年成為軍隊制服標誌。黨衛軍帽上有骷髏標誌。

## 骷髏旗
故事或歷史中的海盜會掛海盜旗來威嚇對手降伏，也有代表不降即格殺勿論，或者誇耀自己不怕死的勇氣。

## 相关文化和文学
骷髏妖
白骨夫人
骨女
饿者髑髅
手负蛇
化鲸
目竞
狂骨
狂骨之梦